# L’Égalité
L’Égalité – francuski tygodnik socjalistyczny, założony w 1877 przez Jules’a Guesde’a. W latach 1880–1883 był paryskim organem Francuskiej Partii Robotniczej.
Pismo to wydawano w 6 seriach: I, II i III serię – tygodniowo (łącznie 113 numerów), IV i V serię – codziennie (łącznie 56 numerów). Z serii VI, która również miała się ukazywać co tydzień, ukazał się tylko jeden numer w 1886. Serie różniły się od siebie podtytułem.